# 明王院 (大津市)
明王院（みょうおういん）は、滋賀県大津市葛川坊村町（かつらがわぼうむらちょう）にある天台宗の寺院。山号は北嶺山（阿都山）。本尊は千手観音。比叡山にある総本山延暦寺東塔無動寺の奥の院である。

## 概要
開山（創立者）は相応和尚（そうおうかしょう）である。地名を冠して葛川明王院（かつらがわみょうおういん）と称されることが多く、また息障明王院（そくしょうみょうおういん）、葛川息障明王院、葛川寺などとも称される。正式名称は阿都山葛川寺（かっせんじ）息障明王院、宗教法人としての名称は「明王院」。大津市北郊の深い山中に位置する天台修験の道場である。開山の相応は千日回峰行（比叡山の山上山下の霊地を巡礼し、数十キロの道のりをひたすら歩く行）の創始者である。

### 位置
大津市域北端の葛川（かつらがわ）地区にあり、JR堅田駅からバスで45分ほどかかる場所にある。葛川地区は1,000m級の山々が連なる比良山系の西側、安曇川（あどがわ）に沿った南北に細長い地区であり、安曇川に沿って、京都と北近江・若狭方面を結ぶ若狭街道（鯖街道）が通じる。街道沿いに8つの集落が南北に列なり、明王院がある坊村の集落は地区の中ほどに位置する。

## 歴史

### 相応による草創
『葛川縁起』（鎌倉時代前期成立）や相応の伝記『天台南山無動寺建立和尚伝』（10世紀頃成立）等によれば、明王院は貞観元年（859年）に相応和尚（建立大師、831年 - 918年）が開いた修行道場という。相応は天台座主を務めた円仁（慈覚大師）の弟子で、はじめ比叡山延暦寺東塔の南に位置する無動寺に住したが、修行に適した静寂の地を求めて当地に移ったという。
『葛川縁起』の伝える開基伝承は伝説色が濃いものの、大略次の話を伝える。相応は葛川の地主神である思古淵神（志古淵神）から修行の場として当地を与えられ、地主神の眷属である浄喜・浄満（常喜・常満とも）という2人の童子の導きで比良山中の三の滝に至り、7日間飲食を断つ厳しい修行を行った。満願の日、相応は三の滝で不動明王を感得（仏などの超人間的なものの存在を感じ取ること）する。放心した相応が三の滝の滝壺に飛び込むと、不動明王と見えたのは桂の古木だった。この霊木から千手観音像を刻み、安置したのが明王院の始まりとする。なお、上記の浄喜・浄満の末裔とされる葛野（くずの）常喜家・葛野常満家は現在も信徒総代として門前の集落に存在している。
現在、本尊の千手観音像と脇侍の毘沙門天像、不動明王像は相応の時代まではさかのぼらず、平安時代・院政期（12世紀）の作とされる。現存する本堂は江戸時代の建築だが、保存修理工事の結果、平安末期に建立された前身堂の部材が一部転用されていることが判明した。境内発掘調査の結果等から、平安末期には現状に近い寺観が整っていたと推定される。『梁塵秘抄』には葛川への参詣道について歌った今様が収められており、平安末期には山林修行地としての葛川が著名だったことがわかる。年代の確かなものとしては、九条兼実の日記『玉葉』治承5年（1181年）6月18日条に、「今日より法眼が葛川に参籠した」とする記述が初出とされている。

### 回峰行と葛川参籠
相応は、比叡山を代表する行の一つである千日回峰行の祖とされる。比叡山東塔の無動寺明王堂を拠点とする回峰行は、比叡山の山中山下の霊地を巡礼し1日数十キロの行程をひたすら歩き通す荒行で、法華経の常不軽菩薩品（じょうふぎょうぼさつほん）に登場する常不行菩薩の但行礼拝（たんぎょうらいはい、一切の存在を仏性あるものとしてひたすら尊敬礼拝する）という精神に基づいた行とされる。今日では「百日回峰」と「千日回峰」があり、百日回峰を終えた行者のうち、特に選ばれた者が千日回峰を行ずる。千日回峰は足かけ7年間をかけて行われる修行で、7年の間、年間100日間（または200日間）、1日に7里半（約30キロ）から21里（約84キロ）の距離を歩き通し、7年間で歩く距離は地球一周に相当するという。途中、5年目には「堂入り」という人体の極限に近い荒行が待っている。堂入りとは足かけ9日間（実時間は7日半ほど）無動寺明王堂に籠り、不眠、断食断水、不横臥でひたすら不動明王の真言を唱え続けるというものである。現在のような回峰行の形態が整ったのは、元亀2年（1571年）の織田信長による比叡山焼き討ち以後とされているが、天台宗では相応を回峰行の創始者としている。
当院は天台行者の参籠修行の場としても知られる。相応が開いた葛川での参籠修行（葛川参籠）は、かつて旧暦6月の蓮華会（れんげえ、水無月会とも）と旧暦10月の法華会（霜月会とも）の年2回・各7日間にわたって行われていたが、現在はこのうちの蓮華会のみが夏安居（げあんご）と称して7月16日から20日までの5日間にわたって行われている。夏安居には百日回峰と千日回峰の行者がともに参加し、相応和尚の足跡を偲んでの断食修行、滝修行などが古来の作法どおりに行われている。夏安居は山林徒渉とともに回峰行の重要な修行に位置づけられ、百日回峰は葛川での夏安居に参加しなければ満行とは認められない。夏安居の中日の7月18日深夜には「太鼓回し」という勇壮な行事が行われる。相応が滝壺に飛び込んだ故事に因み、行者らが次々と大太鼓に飛び乗って飛び降りる行事である。
中世から近世にかけて、葛川参籠を行った者は参籠札という卒塔婆形の木札を奉納することが習わしで、元久元年（1204年）銘のものを最古として約500枚の参籠札が残されている。それらの中には足利義満や足利義尚、日野富子のような歴史上の著名人のものも含まれ、葛川参籠が広い階層によって行われたことがわかる。

### 中世以降の葛川
明王院には平安時代末期から近世に至る4,000点以上の古文書が保存され、中世の山村集落の様子、葛川参籠の実態、寺と地区住民の関係等を知る上で貴重な資料となっている。明王院は青蓮院（天台門跡寺院）と無動寺（比叡山東塔）の支配下にあり、葛川の住民は明王院に従属するという関係にあった。葛川は天台修験の聖域として山林開発が禁じられた特異な環境にあり、地元民は「庄民」ではなく「住人」と称され、明王院の維持管理・補修などをもっぱら業としていた。こうした地域の特異性のため、豊富な山林資源の用益権をめぐって葛川と周辺地域との堺争論が絶えなかった。中でも南隣の伊香立（いかだち）庄との争論は著名で、建保6年（1256年）に始まり、鎌倉時代だけで6回の争論が起きている。文保元年（1317年）から翌年にかけての堺争論は中でも激しかったようで、この時の争論をめぐって100通近い文書が残され、また争論解決のための絵図が作成されている。
明治時代になり神仏分離が行われると、当院の南にあった鎮守社の地主神社が独立した。

## 境内
明王院の境内は、北に流れる安曇川から東側に入った支流・明王谷の北岸に位置する。明王谷をはさんで南側には明王院のかつての鎮守社で、国常立神と地主神の思古淵神を祀る地主神社がある。神社前の橋を北に渡ると道の左側には政所（まんどころ）と呼ばれる一画があり、右側には護摩堂、庵室などが建つ。護摩堂脇の石段を上った先、一段高く整地された場所に本堂が建つ。山腹を石垣で整地した境内の様子、各建物の配置などは中世の絵図に描かれたものとあまり変わっていない。本堂等4棟の建物のほか、旧状をよくとどめる土地（明王院境内地、地主神社境内地）も合わせて重要文化財に指定されている。
- 本堂（重要文化財） - 正徳5年（1715年）再建。桁行（正面）3間、梁行（側面）5間、入母屋造、とち葺の堂である（「間」は柱間の数を意味する建築用語）。平面は3間×3間の正堂の手前に3間×2間の礼堂が付いた形になる。堂は南側を正面とするが、出入口は西面にあるのみで正面側には出入口を設けない。滋賀県教育委員会が2005年（平成17年）から実施した保存修理工事の結果、現本堂には前身堂の部材が一部転用されていることがわかり、年輪年代測定の結果、それらの部材は西暦1100年頃に伐採されたものと判明した。
- 八金剛童子社
- 土蔵
- 護摩堂（重要文化財） - 宝暦5年（1755年）再建。桁行（正面）3間、梁行（側面）3間、宝形造、こけら葺の堂。
- 庵室（あんしつ、重要文化財） - 天保5年（1834年）建立。入母屋造、こけら葺の建物。内部は畳敷きで参籠の行者が寝泊りするための建物。
- 弁財天社
- 庫裏
- 政所表門（重要文化財） - 江戸時代初期の再建。切妻造、こけら葺の棟門。当院で最古の建物。

平成の修理（2005年（平成17年）11月1日から2011年（平成23年）3月31日）の際には本堂の再建前（正徳5年建立の現本堂に建て替えられる前）に使われた部材が見つかり、屋根は厚みのある木板を重ねる「とち葺（ぶき）」であったことがわかり、本堂はとち葺で復元された。とち葺は創建当時の延暦寺根本中堂など延暦寺の主要な建物に限られるため、明王院が重要な位置付けにあったとみられる。残る3棟の屋根はやや薄い板を使うこけら葺で再現されている。2011年（平成23年）5月18日に天台宗の半田孝淳座主や回峰行者らが出席して落成法要が行われた。

## 文化財

### 重要文化財
- 本堂（附：厨子、旧厨子）
- 護摩堂（附：厨子）
- 庵室
- 政所表門
  - 土地 - 上記建物のほか、石垣、石塀、石段を含む境内地9,500m2も合わせて重要文化財に指定されている。
- 紙本著色光明真言功徳絵詞
- 絹本著色不動明王二童子像
- 木造千手観音立像・木造不動明王立像・木造毘沙門天立像 - 明王院の本尊である三尊像。中央に千手観音、左（向かって右）に毘沙門天、右（向かって左）に不動明王を安置する。千手観音像は漆箔仕上げで、目鼻立ちや衣文の彫りの浅い穏やかな作風を示す。両脇侍は彩色像で、三尊とも院政期（12世紀）の作と思われる。この組み合わせの三尊像は天台宗にはしばしば見られるものである。
- 葛川明王院御正体（みしょうたい）6面
  - 不動明王及二童子像 5面 内4面の各裏面に明徳三年、明徳四年、応永三年、応永十三年の墨書銘、1面の表に応永二年の刻銘がある
  - 宝塔 1面 裏面に文安四年の墨書銘がある
  - 附：護摩堂伝来御正体 5面 内1面の裏面に明徳四年の墨書銘がある
- 葛川明王院文書 4,336通（附：文保二年文書櫃 3合） - 永久5年（1117年）を最古として、平安時代後期から江戸時代末期に至る文書群。中世の山村の様子、近隣の伊香立庄との土地争い、葛川参籠の実態などが判明する貴重な史料を含む。
- 葛川与伊香立庄相論絵図（かつらがわといかだちしょうそうろんえず）2鋪 - 文保元年（1317年）に作成された「簡略絵図」と翌文保2年（1318年）に作成された「彩色絵図」がある。いずれも、葛川と南隣の伊香立庄との山林資源をめぐる境界争いの解決のために作成されたものである。
- 葛川明王院参籠札 501枚 - 葛川参籠の行者は、参籠札と称する卒塔婆形の木札を奉納することがならわしとなっていた。現在、鎌倉時代から江戸時代に至る501枚の参籠札が残っている。このうち最古のものは元久元年（1204年）の銘がある「権大僧都成円」ら7名の奉納したもので、高さ391cmの巨大なものである。室町時代には将軍の参籠も多く、足利義満、足利義尚、日野富子の納めた札もある。これほど多くの参籠札を残している例は他に見られない。

### 滋賀県指定有形文化財
- 梵鐘 - 貞治2年（1363年）に橘末安によって鋳造されたもの。口縁部には文化2年（1805年）の修理銘もある。
- 銅鉢 - 台脚部に建武2年（1335年）の銘がある。同年に覚実が願主となって作成されたもの。紀年銘がある西日本の基準作として貴重である。

### 滋賀県指定有形民俗文化財
- 参籠札[5]

### 大津市指定有形文化財
- 香盤 - 覆い蓋の側面に永正10年（1513年）9月の刻銘がある。また、基台引出し底面にも墨書があり、宝暦3年（1753年）には破損して蓋と台のみとなって使用されていなかったものの不足分を再造したとしている。

以上の文化財のうち、建造物以外のものについては、宗教法人延暦寺が文化財保護法に基づく管理団体に指定されている。

## 主な行事
- 7月18日 - 太鼓まわし

## 前後の札所
近畿三十六不動尊霊場
26 無動寺明王堂　-　27 葛川明王院　-　28 成田山明王院
びわ湖百八霊場
17 満月寺浮御堂　-　18 葛川明王院　-　19 大善寺

## 所在地
滋賀県大津市葛川坊村町155

## 交通
- 路線バス - 坊村バス停下車。
  - JR湖西線 堅田駅から江若交通バス堅田葛川線、細川行き（所要45分、土休日のみ運行、1日1往復）。[6]
  - 京阪鴨東線・叡山電鉄叡山本線 出町柳駅などから京都バス比良線、朽木学校前行き（出町柳駅から所要56分、3月16日～12月15日の土休日と8月14～16日のみ1日1往復）。[7]
- 自動車
  - 大津市街地からは、国道477号から国道367号を北上。
  - 京都市街地からは、国道367号を北上。
  - 高島市朽木地域からは、国道367号を南下。